# Saint-Hilaire-la-Forêt

Saint-Hilaire-la-Forêt este o comună în departamentul Vendée, Franța. În 2009 avea o populație de 611 de locuitori.